# Peru
Perú je tretja največja država Južne Amerike za Brazilijo in Argentino. Na jugu meji na Čile, jugovzhodu na Bolivijo, vzhodno mejo zavzema Brazilija, severovzhodno Kolumbija, severno mejo pa predstavlja Ekvador. To je republika v zahodnem delu Južne Amerike, z obalo ob Tihem oceanu. Uradno ime je Republika Peru, državna ureditev je predsedniška republika. Uradni jeziki so španščina ter kečua in ajmarščina. Glavno mesto je Lima ima 8.769.000 prebivalcev.

## Etimologija
Beseda Peru izvira iz Birú, imena lokalnega vladarja, ki je živel v bližini zaliva San Miguel v Panami, v začetku 16. stoletja. Ko so leta 1522 prišli španski raziskovalci, so bili to najjužnejši deli "novega sveta", ki so poznali Evropejci. Francisco Pizarro, ki je raziskoval to območje ga je imenoval Birú ali Peru.
Španska krona je to območje imenovala leta 1529 kot Capitulación de Toledo, in je obsegalo inkovsko cesarstvo v provinci Peru. V skladu s španskimi pravili so državo kasneje poimenovali Viceroyalty of Peru.

## Geografske značilnosti
Peru je razdeljen na tri geografske pokrajine. Obalna nižina (imenovana Costa) - 12 % ozemlja - z gričevjem na zahodu je zelo ozka in se naglo dviga v gorski pas Andov (imenovana Sierra), ki jih sestavljajo Zahodna, Srednja in Vzhodna Kordiljera z vmesnimi visokimi planotami, ki obsega 28 % ozemlja. Na vzhodu se Andi strmo spuščajo v Amazonsko nižino (imenovano Selva), ki obsega 60 % ozemlja. S širokimi in plodnimi dolinami se Peru nahaja na vulkansko in potresno zelo aktivnem območju.
Zaradi geografskih značilnosti terena so pogoste naravne nesreče kot: potresi, poplave, zemeljski plazovi. Vulkanska aktivnost ni zelo izrazita. Vulkan Ubinas (viš. 5.672 m), ki je nazadnje izbruhnil leta 2009, je najbolj aktiven vulkan, drugi zgodovinsko aktivni vulkani pa so El Misti, Huaynaputina, Sabancaya in Yucamane. Zaradi tektonskega dviganja gorovja so pogosti potresi.

### Costa
Pokrajina Costa je široka od 50 do 140 km in je pod vplivom Humboldtovega morskega toka, zato je to v veliki meri obalna puščava, le ob rekah, ki prihajajo iz Andov so oaze oziroma obsežni prodni vršaji, kjer je omogočeno kmetijstvo. Padavine so zelo redke ali jih ni.
V južnem Peruju, na meji s Čilom se začenja najbolj suha puščava na svetu, Atacama.
Severno od prestolnice Lime je kakovost tal boljša, nekaj je tudi padavin, tako da je kmetijstvo bolj razširjeno. Temperature se gibljejo od 12 °C pozimi in 35 °C v poletnih mesecih.
Velika mesta na obali, skupaj z Limo so: Tumbes, Sullana, Piura, Chiclayo, Trujillo, Chimbote, Huaral, Pisco, Ica, Nazca.

### Sierra
Pokrajina obsega več kot tretjino Peruja in jo oblikujejo gorske verige v Andih, ki so prekinjene z vzdolžnimi dolinami, ki so praviloma globoke (kanjoni) ali pa s prečnimi dolinami, ki so jih oblikovale velike reke na zahodni in vzhodni strani Kordiliere.
Ločimo Črne Kordiljere (Cordillera Negra do 5.000 m), ki ji sledijo Callejon de Huaylas (na 3.000 m). Naslednje gorovje so Bele Kordiljere (Cordillera Blanca) z najvišjo goro Peruja, Huascaran (6768 m). Dalje proti vzhodu se razteza Callejon de Conchucos z izvirom reke Amazonke.
Zahodne Kordiljere (Cordillera Occidental) so iz terciarnih in kvartarnih vulkanskih kamnin. Vzhodne Kordiljere (Cordillera Oriental) pa so iz paleozoiskih peščenjakov z vrhovi, ki segajo preko 5000 m  visoko (Ausangate 6384 m, Palomani 5999 m in Quenamari 5852 m).
Najvišje gore so Nevado Huascaran (6768 m), Yerupaja (6634 m), Coropuna (6425 m), Ampato (6310 m), Chachani (6075 m), Alpamayo (5947 m), El Misti (5822 m).
Severni del Andov je do snežne meje zelo bogat z vegetacijo, pobočja so zelo strma, s širokimi dolinami in visokimi gorami z večnim snegom in ledom (ledeniki). Visoke planote prehajajo v kotline, kjer so povirja rek Ucayali, Huallaga in Marañón, pritoki Amazonke).
V južnem in srednjem delu Peruja je pokrajina bolj hribovita z višinami med 3000–4000 m, z nekaj posameznimi zasneženimi gorskimi grebeni višjimi kot 5000 m.
Na jugu države (v regijah Arequipa, Puno, Moquegua in Tacna) se nahajajo na nm. v. 3000 – 4500 m visoke planote s skupnim imenom Altiplano, ki segajo tudi okoli jezera Titicaca.
Povprečna letna temperatura na 3300 m nadmorske višine je 11 °C. Obilne padavine so od oktobra do aprila. Velika mesta v tej regiji so: Cajamarca, Huaraz, Cerro de Pasco, Huancayo, Ayacucho, Cusco, Puno, Arequipa.
V bližini Cusca se nahajajo ruševine inkovskega Machu Picchuja.

### Selva
Vzhodno od Andov se začne regija deževnega gozda. V osrednjem delu je več kot 500 km dolga in 20 do 50 km široka dolina reke Ucayali. Tukaj se nahaja povirje reke Amazonke. Perujski deževni gozd je skoraj neprehoden, tako so edine komunikacijske poti številne reke, ki tečejo skozi prostrane gozdne površine. Povprečna letna temperatura znaša okoli 26 °C, letna količina padavin pa do 3.800 mm.
Pomembni turistični mesti v tej regiji sta Iquitos in Puerto Maldonado. Iquitos iz Lime ni dostopen po cesti ampak le z letalom ali ladjo. Puerto Maldonado je z ladjo ali letalom mogoče doseči v 1 ½ ure iz Lime, iz Cusca v pol ure, po cesti pa 24-60 h. Druga večja mesta v tej regiji so še: Tarapoto, Tingo Maria in Pucallpa. Pomembno je največje zavarovano območje v Peruju Pacaya-Samiria.

### Atacama
Puščava Atacama leži med Tihim oceanom in Andi in meri v širino od nekaj deset do 160 kilometrov. Večina jo leži v Čilu. Hladen Humboldtov tok, ki prihaja ob obali iz Antarktike ne dopušča izhlapevanja, visoki Andi pa ne dopuščajo deževnim oblakom, da bi prešli proti morju. Skupaj ustvarjata klimo skoraj brez padavin. Poprečno pade največ nekaj milimetrov padavin, v nekaterih delih pa jih ni bilo že več kot 40 let. Kljub temu pa je bilo območje poseljeno že v prazgodovini o čemer pričajo arheološki ostanki.

### Podnebje
Podnebje se razlikuje glede na geografske regije. Tako je na vzhodu ekvatorialno z enakomernimi temperaturami in obilnimi padavinami, v višavju je milejše a so nihanja temperature večja, na jugu na Altiplanu pa je podnebje suho z malo padavinami. V obalnem pasu je podnebje zaradi znanega Humboldtovega toka puščavsko. Pogosto je megla (garúa). Temperature v Limi se gibljejo med 16,2 °C avgusta, 22,7 °C februarja, v Cuscu (3249 m nm.v) pa 10,8 °C v juliju in 13,9 °C v novembru, v Iquitosu je 25,3 °C julija in 26,6 °C decembra.
Vsakih nekaj let obalno območje prizadene vremenski pojav El Niño, ki s seboj prinaša poplave, sušo in druge vremenske motnje.

### Vode
Glavnina rečne mreže pripada porečju Amazonke in njenim izvornim rekam Apurimac, Urubamba in Ucayali z Apurímacom, Río Marañón ter pritoki Napo, Putumayo in Huallaga. Reke v primorju so zelo kratke in poleti pogosto presahnejo. Znana je reka Colca, ki tvori enega največjih kanjonov na svetu. Na jugozahodu države se nahaja največje visokogorsko plovno jezero na svetu Titikaka (3810 m nm.v., površina 8300 km², globina do 280 m), ki zbira vodo rek v endoreičnem območju andskih planot.

### Rastlinstvo
Ob obali je puščava z nekaj rastja v oazah in rečnih dolinah. Na visokih planotah prevladuje stepa (puna) s šopasto travo in nizkim grmičevjem. Proti severu se nahaja visokogorska stepa (páramo). Snežna meja je na okoli 6000 m. V regiji Selva je deževni tropski gozd.
Na višavju so razširjeni nasadi hitro rastočega evkaliptusa, ki ga domačini rabijo za kurjavo in kot gradbeni les.

### Statistika
Površina države meri skupaj 1.285.216 km², kar jo uvršča na 20 mesto na svetu. Kopno obsega 1.279.996 km², vode pa 5.220 km². Dolžina obale je 2.414 km.
Dolžina kopenske meje znaša skupaj 7.461 km. S posameznimi državami pa meji: z Bolivijo 1.075 km, Brazilijo 2.995 km, Čilom 171 km, Kolumbijo 1.800 km in Ekvadorjem 1.420 km.
Najvišji vrh Peruja je Nevado Huascaran s 6.768 m.

### Okoljska problematika
Zaradi intenzivnega kmetovanja in lesne predelave se manjšajo površine gozdov (problem nezakonite sečnje) in prekomerne paše na pobočjih v predelih Coste in Sierre povzroča erozijo tal in dezertifikacijo. Problem je tudi onesnaženje zraka v Limi, onesnaženje rek in obalnih voda iz komunalnih odpadkov in rudarstvo.
Država je sicer podpisnica cele vrste sporazumov, ki pa jih ni ratificirala in jih zato ne spoštuje. Ti so: Antarctic-Environmental Protocol, Antarctic-Marine Living Resources, Antarctic Treaty, Biodiversity, Climate Change, Climate Change-Kyoto Protocol, Desertification, Endangered Species, Hazardous Wastes, Marine Dumping, Ozone Layer Protection, Ship Pollution, Tropical Timber 83, Tropical Timber 94, Wetlands, Whaling
Izvaja pa nadzor skupaj s sosednjimi državami nad jezerom Titicaca z Bolivijo in odročno pobočje gore Nevado Mismi (5316 m), kjer je najvišji izvir reke Amazonke.

## Državna ureditev
Peru je predsedniška republika. Razdeljena je na 25 regij (regiones) in 1 provinco* (provincia); Amazonas, Ancash, Apurimac, Arequipa, Ayacucho, Cajamarca, Callao, Cusco, Huancavelica, Huanuco, Ica, Junin, La Libertad, Lambayeque, Lima, Lima*, Loreto, Madre de Dios, Moquegua, Pasco, Piura, Puno, San Martin, Tacna, Tumbes, Ucayali.
Ustava velja od 31. december 1993. Volilno pravico, univerzalno in obvezno, imajo vsi državljani od starosti 18 let do starosti 70 let.
Predsednik države je Martín Vizcarra (od 23. marca 2018), druga podpredsednica je Mercedes Aráoz (od 23. marca 2018) in hkrati tudi edina, predsednik je hkrati tudi predsednik vlade in poveljnik oboroženih sil.
Predsednik vlade Juan Federico Mayor JIMENEZ (od 23. julija 2012) ne izvaja izvršne oblasti, saj je ta v rokah predsednika.
Kabinet sestavlja Svet ministrov, ki jih imenuje predsednik.
Predsednik je izvoljen na splošnih volitvah za petletni mandat in je ponovno lahko izvoljen samo enkrat.
Zakonodajno oblast ima enodomni kongres Republike de la Peru ali Congreso Republica del Peru, ki ima  130 sedežev; člani so izvoljeni na splošnih volitvah za petletno obdobje. Zadnje volitve so bile 10. aprila 2011.
Vrhovno sodišče ali Corte Suprema de Justicia predstavljajo sodniki, ki jih imenuje Državni sodni svet.
Peru sodeluje ali je član več mednarodnih organizacij: APEC, BIS, CAN, CD, CELAC, EITI (compliant country), FAO, G-24, G-77, IADB, IAEA, IBRD, ICAO, ICC (NGOs), ICRM, IDA, IFAD, IFC, IFRCS, IHO, ILO, IMF, IMO, IMSO, Interpol, IOC, IOM, IPU, ISO, ITSO, ITU, ITUC (NGOs), LAES, LAIA, Mercosur (associate), MIGA, MINURSO, MINUSTAH, MONUSCO, NAM, OAS, OPANAL, OPCW, PCA, SICA (observer), UN, UNASUR, UNCTAD, UNESCO, UNIDO, Union Latina, UNISFA, UNMIL, UNMISS, UNOCI, UNWTO, UPU, WCO, WFTU (NGOs), WHO, WIPO, WMO in WTO

## Nacionalni simboli
Zastava ima 3 enake, navpične pasove rdeča (dvižna stran), bela, rdeča in z grbom na belem polju. Grb ima obliko ščita, na njem pa so narisani vikunja (kar predstavlja favno), drevo Kinin (kar pomeni floro) in rumen rog iz katerega izhajajo kovanci (označuje mineralno bogastvo), krvavo rdeča predstavlja boj za neodvisnost, bela pa simbolizira mir.
Vikunja predstavlja nacionalni simbol.

## Zgodovina
Prvi prebivalci so poselili območje Peruja že okoli leta 20.000 do 15.000 pr. n. št. To so bile nabiralniške, ribiške (Costa) in lovske (Sierra) kulture. Ob obali so lovili ribe, v gorah pa lame, alpake, vikunje in morske prašičke. Z udomačitvijo živali in pričetkom gojenja kulturnih rastlin (bombaž, fižol, koruza), se je začelo obdobje stalne poselitve.

### Predinkovske civilizacije
V tem obdobju so imeli veliko veljavo svečeniki astronomi. Poseljena je bila osrednja obala ter osrednji Andi. V to obdobje sodi tudi kultura Supe z mestom Caral, ki je imelo kamnite piramide in velja za eno najstarejših mest v Ameriki.
Ostale predinkovske civilizacije, ki so bile razpršene širom Peruja, so bile: 
- Chavín (900 do 400 pr. n. št.) so živeli v gorskem okolju Chavin de Huantar, kjer so našli kamnite tempeljske ploščadi in piramide s podzemnimi prostori in več kot 200 kipov božanstev;
- Paracas (400 pr. n. št.) so naseljevali obalna območja na polotoku Paracas. Tam so našli številne grobove z mumijami, zavitimi v tkanine, ki so bile umetelno poslikane in izvezene;
- Moche (400 pr. n. št.) iz mesta Moche ali Mochica so bili dobo organizirana družba, ki je poznala namakalni sistem. Vladarje in duhovnike so pokopavali z zlatim in turkiznim nakitom in drugim okrasjem;
- Nazca (400 do 100 pr. n. št.) so živeli južneje od Paracasa in obdelovali obalna območja. Bili so izvrstni lončarji, tkalci in zlatarji. Znani pa so po velikanskih figurah narisanih v puščavi in so še vedno arheološka skrivnost;
- Tiahuanaco (1500 do 400 pr. n. št.) leži na višini 3000 m in je bilo največje mesto na celini. Mesto je nastalo že okoli leta 1500 pr.n.št. na obali jezera Titicaca. Tu se nahaja kompleks ruševin nekdanjih svetišč;
- Vari ali Huari (500 do 800 n. št.) leži 700 km severno od Tiahucana. Varijci so ustvarili kraljestvo, ki je segalo od severa protu jugu vzporedno z Andi več kot 1000 km. dokazov o tej kulturi je malo;
- Chan Chan (1100 do 1200) je kraljestvo nastalo na propadlem varijskem kraljstvu.  Bilo so dbri vojaki, upravljali so zapletene namakalne sisteme. Mesto Chan Chan je imeli tudi 50.000 prebivalcev, danes pa je to ruševina;
- Chimú (1350 do 1472) so bili nasledniki Chan Chana in so obstajali dobrih 100 let, ko so jih premagali Inki. Bili so dobri rokodelci. Njihove najboljše obrtnike so Inki poslali v Cusco.

### Inki
Najbolj poznana civilizacija, ki je živela na območju Peruja, so prav gotovo Inki. Začetek njihovega vzpona je v veliki meri zavit v mitologijo in redke španske dokumente. Ena teorija pravi, da je začetnik inkovskega imperija Manco Capac, ki je bil skupaj s svojo ženo Mamo Ocllo sin Sonca (Inti). Prišla naj bi z otoka na jezeru Titicaca in leta 1200 ustanovila mesto Cusco. Inka je bil naziv za kralja, kraljestvo pa se je tedaj imenovalo Tawuantinsuyo (ali dežela štirih četrtin). Svoje kraljestvo so širili z vojnami. Prvi med velikimi Inki je bil Pachacuteq Kusi Jupanki (1438 do 1471).
Največji razcvet je kraljestvo doživljajo pod vodstvom Huayna Capaca (1493 do 1524) ko je segalo od današnjega Ekvadoja do Santiaga v Čilu in je bilo primerljivo z rimskim imperijem. Inki so imeli centralno vlado, uvedli so enotni uradni jezik kečua, razvili so učinkovito kmetijstvo, zgradili ceste v vse dele kraljestva po katerih so sli prenašali sporočila. Cusco (pomeni popek sveta) je bilo obredno središče polno palač in templjev, bogato okrašenih z zlatom. Osrednji je bil tempelj Sonca ali Coricancha, kjer se je vsako leto vršil festival sonca. Inki so veliko prispevali k astronomiji, slavili so poletni in zimski solsticij in izdelali mnogo instrumentov za opazovanje sonca. Bili so izvrstni kamnoseki, saj so iz ogromih kamnitih blokov zidali svoje zgradbe izjemno natančno brez veziva.
Inkovsko obdobje je trajalo od 12. stoletja, pa vse do prihoda Špancev v 16. stoletju. Po smrti Inka Huayna Cápaca je bil v Cuscu določen za naslednika sin Huaskar, v severnem delu imperija v Quitu pa sin Atahualpa. Med državljansko vojno je bil Huaskar ubit in celotnemu imperiju je zavladal Atahualpa. Španci pod vodstvom Francisca Pizzara so izkoristili spore za oblast med Inki, ujeli Atahualpo in zanj zahtevali odkupnino v zlatu in srebru ter ga 16. julija 1533 na trgu v Cajamarci vseeno ubili.

### Obdobje španske nadvlade
Francisco Pizarro po zmagi nad Inki postane guverner Peruja. 1543 leta je bilo ustanovljeno podkraljestvo Peru in najpomembnejša španska kolonija. Naslednjih 30 let se je odvijala borba za nadvlado med konkvistadorji in zadnjimi Inki. Leta 1538 je bil umorjen konkvistador Diego de Almagro, tri leta za njim pa tudi Pizarro. Zadnji inkovski vladar Túpac Amaru je bil usmrčen na glavnem trgu v Cuscu leta 1572. Nadaljnjih 200 let je bilo bolj mirnih, Španci so pokristanjevali domačine. Center gospodarstva in politike je postala Lima, Cusco pa je postal center umetnosti. Španija je izkoriščala naravna bogastva in jih vozila v Evropo. Zadnji upor domačinov je bil izveden leta 1780 - 1783 pod vodstom domnevnega potomca inkov, Túpaca Amaruja II.

### Neodvisni Peru
V začetku 19. stoletja, ko je večina Južne Amerike že končala z vojnami za neodvisnost, je Peru ostal rojalistična trdnjava. K neodvisnoti Peruja sta pripomogli tudi odkritje velikih zalog mineralov in vrednost gvana (ptičji iztrebki). Po več vojaških akcijah Simona Bolívarja ter njegovega generala Antonia Joseja de Sucre se je najprej odcepi Zgornji Peru (današnja Bolivija). Argentinski general Jose de San Martina je leta 1821 vkorakal v Limo in 28. julija razglasil neodvisnot Peruja. Španskemu kralju še zveste sile so bile dokončno poražene leta 1824. Nemiri so se nadaljevali. V času generala Ramóna Castille (predsednik med letoma 1875 in 1851) se je začel Peru gospodarsko razvijati. Leta 1866 je izbruhnila kratka vojna s Španci, ki jo je dobil Peru. Med letoma 1879 in 1883 je bil Peru v vojni s Čilom (solitrna vojna), ki jo je izgubil in Čile je pridobill del Atacame bogate z nitrati. Del tega ozemlja je leta 1929 dobil Peru nazaj po posredovanju ZDA. Leta 1910 je moral Braziliji prepustiti velik del amazonskega nižavja, v vojni z Ekvadorjem  (1941-1942) pa dobil ozemlje do Iquitosa, bogatega z nafto in zemeljskim plinom.
Leta 1924 je Víctor Raúl Haya de la Torre ustanovil socialdemokratsko Ameriško ljudsko revolucionarno zvezo (APRA), ki je zahtevala enake državljanske pravice za vse državljane ter podržavljenje industrije. V letih 1950-60 je izgubila precej privržencev zaradi nove stranke Ljudske akcije, ki jo je vodil Fernand Belaúnde Terry (predsednik od 1963-68). Tega je vojska strmoglavila in uvedla diktaturo pod vodstvom Juana Velasca Alvarada. Leta 1965 je začela na podeželju delovati maoistična gverilska skupina Svetla pot (Sendero Luminoso), ki je ustrahovala prebivalstvo. Obdržala se je vse do leta 1992, ko je bil aretiran vodja Abimael Guzmán.
Po letih vojaških udarov in vojaške vladavine, je Peru postal demokratičen v letu 1980, ko je državi predsedoval Bealúnde Terry, vendar pa se je spopadal z gospodarskimi težavami. Razvilo se je tudi notranje uporništvo. Leta 1985 je postal predsednik Alan Garcia Perez. Država je padla v dolgove in hiperinflacijo in ob koncu njegovega madata je bila država v razsulu. Leta 1990 je bil izvoljen za predsednika Alberto Fujimori, sin japonskih emigrantov. Z dobrim programom je postavil na noge gospodarstvo, zmanjšal je inflacijo na 20 % in po 10 letih končal svoj mandat. Peru je doživel pomemben gospodarski napredek.
Kljub temu, da je imel predsednik večjo avtonomijo glede ukrepov, je gospodarska kriza v poznih 1990-ih ustvarila veliko nazadovoljstvo, ki je pripeljalo do njegovega padca leta 2000. Prišlo je do novih volitev spomladi leta 2001, v katerih je zmagal Alejandro Toledo Manrique kot prvi demokratično izvoljeni predsednik Peruja indijanskega porekla. Predsedniške volitve leta 2006 so privedle do zmage Alana Garcie Perez,Perez (prvi neuspešen mandat je imel 1985 - 1990), ki je državo povedel do velike ekonomske uspešnosti. Junija 2011 je bil za predsednika izvoljen nekdanji vojaški častnik Ollanta Humala Tasso, ki je na volitvah premagal Keiko Fujimori Higuchi, hčerko Alberta Fujimorija. Predsednik Humala nadaljuje tržno usmerjeno gospodarstvo. Junija 2016 je bil za predsednika izvoljen nekdanji vojaški častnik Pedro Pablo Kuczynski, ki je na volitvah premagal Keiko Fujimori Higuchi.

## Prebivalstvo
Število prebivalcev:33,36 milijone (2021)
Starostna struktura (2012):
- 0-14 let: 28,1 % (4.218.138 moški / ženske 4.074.436)
- 15-64 let: 65,4 % (9.445.555 moški / ženske 9.882.537)
- 65 in več let: 6,5 % (moški 916.029 / ženske 1.012.822)

Poprečna starost (2012): skupno  26,5 let, moški 25,8 let, ženske 27,2 let.
Stopnja rasti prebivalstva (2012):  1,016 % kar jo uvršča na 115. mesto na svetu.
Nataliteta (2012): 19,13 rojstev / 1000 prebivalcev kar jo uvršča na 96. mesto na svetu.
Umrljivost (julij 2012): 5,95 smrtnih / 1000 prebivalcev kar jo uvršča na 164. mesto na svetu.
Pričakovana življenjska doba ob rojstvu: celotna populacija (2012) 72,73 let kar jo uvršča na 127. mesto na svetu:
- moški: 70,78 let
- ženske: 74,76 let

Rodnost (2012): 2,29 novorojenčkov / žensko kar jo uvršča na 97. mesto na svetu.

### Etnične skupine
Etnične skupine so: Indijanci 45 %, Mestici (mešanica med belci in Indijanci) 37 %, 15 % belcev, črncev, Japoncev, Kitajcev in drugih 3 %.

### Preseljevanje
Perujci so se, zaradi gospodarske krize in nasilnih notranjih konfliktov, v večjem številu začeli izseljevati leta 1980. Odtok se je v zadnjih nekaj letih ustalil, saj so se gospodarske razmere izboljšale. V zadnjem desetletju se je izselilo več kot dva milijona Perujcev, predvsem v ZDA, Španijo in Argentino.
V Peru so se začela večja priseljevanja v 19. in v začetku 20. stoletja, največ emigrantov pa je prišlo v zadnjih nekaj desetletjih. Že v 19. stoletju so v Peru prihajali azijski delavci predvsem na delo na obalne nasade. Populacija kitajskih in japonskih potomcev sodi med največje v Latinski Ameriki in danes tako ekonomsko kot kulturno vplivajo na življenje v Peruju.
Selitveni prirast (2012): -3,03 migrantov / 1000 prebivalcev kar jo uvršča na 176 mesto na svetu.
Populacija v mestih (2010): mestnega prebivalstva je 77 % vsega prebivalstva; stopnja urbanizacije je 1,6 % letna stopnja rasti (2010-15)
Število prebivalcev (2009) v glavnem mestu Limi 8.769.000, v Arequipi pa 778.000.
Jeziki (2007 popis): Španščina (uradni) 84,1 %, Kečua (uradni) 13 %, Aymara (uradni) 1,7 %, Ashaninka  0,3 % drugi domorodni jeziki (veliko število manjših amazonskih jezikov) 0,7 %, drugi 0,2 %.
Religija (2007 popis): Rimskokatoliška 81,3%, Evangeličanska 12,5 %, drugo 3,3 %, nedoločena ali nič 2,9 %.
Pismenost (popis 2007): 92,9 % ljudi v starosti 15 let in več zna brati in pisati od tega moški 96,4 % in ženske 89,4 %. V poprečju se šolajo 14 let.

## Gospodarstvo
Peru je ribolovna velesila (druga na svetu), po rudnem bogastvu pa najbogatejša andska država (železo, baker, svinec, cink, srebro, nafta). V primorju predelajo največ bombaža, sladkornega trsa, kakava, riža, paradižnika, koruze, pomaranč, limon, banan in drugega sadja ter vinske trte, v gorskih območjih pa žita, krompirja ter mlečnih izdelkov. V živinoreji je najpomembnejša ovčereja. Industrijske dejavnosti so: pridobivanje in rafiniranje mineralnih surovin, jeklo, kovina izdelavo, pridobivanje in rafiniranje nafte, zemeljskega plina in utekočinjanje zemeljskega plina, ribištvo in predelava rib, cement, steklo, tekstil, oblačila, predelava hrane, pivo, brezalkoholne pijače, gume, stroji, električni stroji, kemikalije, pohištvo in drugo.
Ribištvo je v Peruju zelo pomembna gospodarska panoga. V 200 milj širokem pasu ozemeljskih voda je obilo rib, katerih stalež pa se zaradi pretiranega izlova že zmanjšuje. Največ ulovijo inčunov, ki jih predelajo v ribjo moko.
BDP (uradni tečaj) je znašal 174.400.000.000 $ (2011), realna stopnja rasti je bila v letu 2011 6,9% kar jo uvršča na 33 mesto na svetu, v letu 2010 8,8% in v letu 2009 0,9%. BDP na prebivalca v letu 2011 je znašal 10.100 $. BDP - sestava po sektorjih: kmetijstvo 7,8%, industrija 33,7% in storitve 58,4%. V perujskem gospodarstvu je bilo zaposlenih 15,9 milijona prebivalcev starejših od 14 let od tega v kmetijstvu 0,7%, industriji 23,8 % in storitveni dejavnosti 78,5 %. Stopnja brezposelnosti naj bi bila le 7,9 %.
Raba zemljišč (stanje 2005): 
- njive: 2,88 %
- trajni nasadi: 0,47 %
- Drugo: 96,65 %

Po podatkih iz leta 2003 je 11.950 km² zemljišč namakano. Obnovljivih vodnih virov imajo 1.913 km³ (2000).
Javni dolg države je znašal v letu 2011 19,9 % BDP. Stopnja inflacije je znašala 3,4 %.

### Uvoz in izvoz
Peru v glavnem izvaža baker, zlato, svinec, cink, kositer, železovo rudo, molibden, srebro, surovo nafto in naftne derivate, zemeljski plin, kavo, beluše in druge vrtnine, sadje, oblačila in tekstil, ribjo moko, ribe, kemikalije, kovinske izdelke in stroje ter zlitine. V letu 2011 je znašala vrednost izvoza 46.270.000.000 $. Največji partnerji so Kitajska 18,3 %, ZDA 15,2 %, Kanada 11,4 %, Japonska 5,4 %, Španija 5,3 %, Čile 4,8 %, Južna Koreja 4,6 % in Nemčija 4,1 %.
Uvoz je leta 2011 znašal 36.970.000.000 $. Peru uvaža nafto in naftne derivate, kemikalije, plastiko, stroje, vozila, barvne TV sprejemnike, gradbeno mehanizacijo, telefone in telekomunikacijsko opremo, železo in jeklo, pšenico, koruzo, sojine izdelke, papir, bombaž, cepiva in zdravila. Uvaža v glavnem iz ZDA 24,5 %, Kitajske 13,7 %, Brazilije 6,7 %, Čila 5,9 %, Ekvadorja 4,4 % in Južna Koreja 4 %.

### Energetika
Perù proizvaja približno 38,7 milijonov kWh električne energije in jo porabi 34,25 milijonov kWh (podatki so iz leta 2011). Inštalirane moči ima 7.982.000 kW, iz fosilnih goriv 59 %, iz hidroelektrarn pa 41 %. Zemeljskega plina je v letu 2011 proizvedla 31.120.000.000 m³, surove nafte pa 152.600 bbl / dan.

## Promet

### Letališča
V Peruju je bilo v letu 2012 skupaj 191 letališč. Z moderniziranim voziščem le 5 s stezo daljšo od 3047 m, s stezo od 2438 do 3047 m jih je 21, od 1524 do 2437 m jih je 16, od 914 do 1523 m jih je 12 in pod 914 m so 4, ostala pristajališča so makadamska. Imajo tu 4 helioporte.
Mednarodna letališča so v Limi (Jorge Chávez), Arequipi, Cuzcu in Iquitosu.

### Cevovodi
V Peruju je več cevovodov za različne surovine in sicer za: ekstra težko surovo nafto 533 km, za plin 1.526 km, za utekočinjeni naftni plin 679 km, za olje 1.033 km in naftn derivate 15 km (stanje 2010).

### Železnice
Peru ima skupaj 1906 km železniških prog, kar ga uvršča na 74 mesto na svetu. Standardna širina tirov znaša 1,435 m, takih prog je 1.772 km. Ozkotirnih je 134 km pri čemer znaša širina tirov 0,914 m.
V Peruju leži tudi najvišja proga na svetu, ki pride do višine 4775 m. Glavne proge so Lima-Humcayo z odcepom do Cerro de Pasca, Matarani-Arequipa-Juliaca z odcepom do Cusca in turistično najbolj obiskana proga Cusco-Quillabamba iz katere je dostop do Machu Picchuja. Ta proga je zaradi velike višinske razlike na krajši razdalji zgrajena v zik-zak izvedbi.

### Ceste
Cestno omrežje obsega 26.017 km državnih cest, 28.843 km regionalnih in 82.467 km lokalnih cest.
Glavna cesta je Panameriška cesta (Pan-American Highway), ki poteka ob obali in je dolga 2601 km (od meje z Ekvadorjem do meje s Čilom).
Inkovska pot (Camino del Inca) poteka po višavju od Piure na severu do Puna ob jezeru Titicaca v dolžini 3193 km.
Ob vznožju Andov pa poteka novejša cesta Caretera Marginal de la Selva od kraja Cajamarca do Puerto Maldonada v dolžini 1688 km.
Prečno na verigo Andov potekata Transandski cesti od Lime do Pucallpe ob reki Uyucalli (717 km) in od Olmosa do Yurimaguasa ob reki Huallaga (603 km).
Te ceste so večji del dvopasovne s širokim robnim pasom za vozove, kolesa in pešce, v okolici večjih mest so večpasovne. Večinoma na teh cestah koncesionarji pobirajo cestnino. Cestno omrežje nižjih kategorij je slabo in večinoma v makadamski izvedbi.

### Vodne poti
Peru ima 8.808 km plovnih poti od tega 8.600 km na pritokih Amazonke in 208 km na jezeru Titicaca.
Ima tudi 22 pristanišč: tovorni 2, za tankerje 5, za utekočinjeni plin 2, za naftne tanker 13. V tuji lasti jih je 8 (6 od Čila, 1 od Ekvador in 1 od Španije), 9 jih je registriranih v Panami.
Pristanišča so: Callao, Iquitos, Matarani, Paita, Pucallpa, Yurimaguas (opomba - Iquitos, Pucallpa in Yurimaguas se nahajajo na zgornjem toku Amazonke in njenih pritokih) ter naftna terminala: Conchan in La Pampilla.

## Turizem
Turizem je v Peruju pomembna gospodarska panoga. Skupni turistični prihodek je leta 2010 znašal 2.247 milijonov $. Večina turistov prihaja iz Združenih držav Amerike in Čila. 47% turistov prihaja iz Latinske Amerike. V letu 2011 je turizem prinesel tretji največji devizni priliv.. 
Ekoturizem je v razvoju, saj je veliko neokrnjene narave, ki to omogoča. Andi ponujajo trekinge na Huaraz, v Cusco in Machu Picchu, ki je najpomembnejša turistična destinacija v Peruju in v Južni Ameriki. Kanjon Colca, ki leži severno od Arequipe je tudi priljubljena destinacija za treking. V zadnjih letih se turizem razvija tudi v okolici mesta Iquitos v amazonskem pragozdu. In ne nazadnje je turistična atrakcija tudi jezero Titicaca.

### Naravne in kulturne znamenitosti
Cusco (tudi Cuzco) leži v dolini Vilcanota na višini 3310 m. Bil je prestolnica inkovskega imperija od 12. do 16. stoletja. Zanimivosti v mestu so osrednji trg Plaza de Armas ob katerem leži baročna katedrala (zgrajena med 1560 - 1654 na mestu inkovskega svetišča Viracocha) in jezuitska cerkev La Compañia de Jesús (1652). Ogleda vreden je še samostan Santo Domingo, ki stoji na razvalinah inkovskega svetišča Qoricancha, arheološki in pokrajinski muzej in drugo. Nad mestom leži inkovska trdnjava Sacsayhuamán, zaščitena kot Unescova dediščina.
Machu Picchu, ostanki inkovskega mesta ležijo nad reko Urubamba na višini 2350 m, zgrajeno okoli leta 1450 in odkrito 1911; Unescova dediščina.
Nazca, mesto znamenito po velikanskih risbah živali in drugih likih narejenih na tleh v puščavi Pampa Colorada; predinkovsko obdobje; Unescova dediščina.
Paracas je naravni rezervat na puščavskem polotoku in v okoliškem morju z otoki Isla Ballestas; na polotoku so ostanki predinkovske civilizacije in muzejska zbirka, na otokih pa kolonije morskih levov, pingvinov in različnih ptičev.
Pisac, razvaline inkovske trdnjave na hribu nad reko Urubamba v Sveti dolini. Tu so ostanki palač, hiš in svetišče sonca Intihuatana, poleg tega pa ogromno teras na katerih so inki pridelovali poljščine in vzgajali semenske rastline.
Sillustani, inkovska nekropola nad jezerom Umayo blizu mesta Puno; zanimivi so grobni stolpi (chullpas) in "sončni krog" iz predinkovskih časov.
Titicaca, jezero na višini 3810 m s plavajočimi otoki na katerih že več stoletij živijo indijanci plemena Uros. Otoki so narejeni iz trstičja (totore), ki raste v jezeru, iz njega so narejena tudi plovila, je pa tudi užitno. Jezero ima tudi prava otoka Amantani in Taquile na katerih živi okoli 200 prebivalcev, ki se ukvarjajo s kmetijstvom, turizmom in pletenjem oblačil.
Arequipa, milijonsko mesto leži na višini 2380 m, pod vulkanom El Misti, na jugu Peruja. Naselje je nastalo že v obdobju Inkov. Je belo, univerzitetno in tipično špansko mesto. V mestu je osrednji trg Plaza de Armas s katedralo (1621-56), baročna jezuitska cerkev La Campaniñia (1650-98), samostan Santa Catalina (1576-1651) s cerkvijo Sanot Domingo (1677-80); Unescova dediščina.
Lima, glavno mesti Peruja, leži ob Tihem oceanu. Zgradbe okoli osrednjega trga Plaza de Armas so zgrajene v kolonialnem stilu, tukaj je katedrala (1598-1746) in vladna palača (1938-39). Ogleda vreden je samostan s cerkvijo sv. Frančiška (1657-74), jezuitska cerkev sv. Petra (1568-1638), cerkev Las Nazarenas (1766-71), palača Torre Tagle (1735(, Inkvizicijska hiša z muzejem (1570-1820). V mestu je tudi veliko muzejev. Stari del mesta, cerkev in samostan sv. Frančiška so del Unescove dediščine.
Kanjon Colca je kanjon istoimenske reke, dolg okoli 70 km in do 3191 m globok. Leži Zahodni Kordiljeri blizu Arequipe med vulkanoma Mismi in Ampatom. V zgornjem delu so slikovite rodovitne terase ljudstev Collao in Cabana. Kanjon je eno zadnjih zatočišč andskega kondorja v Južni Ameriki.

### Nacionalni parki, varovana območja
Ustava iz leta 1993 določa, da so naravni vir in raznolikost ekosistemov nacionalna dediščina. Že leta 1992 je bil ustanovljen Instituto Nacional de Recursos NATURALES kot oddelek na ministrstvu za kmetijstvo. Sistema Nacional de Áreas Naturales Protegidas por el Estado vsebuje seznam vseh zavarovanih območjih Peruja. Področja nadzira Servicio Nacional de Areas Naturales Protegidas por el Estado.
Skupaj je zavarovanih 74 lokacij s skupaj 195.596,2646 km² oziroma 15,22% ozemlja:
- 12 nacionalnih parkov (Parques Nacionales (PN)),
- 15 naravnih rezervatov (Reserva Nacionales (RN)),
- 9 Varstvena območja (Santuarios Nacionales (SN)),
- 4 Zgodovinska območja (Santuarios Históricos (SH)),
- 3 zavarovana območja gozdne favne (Refugio de Vida Silvestre (RVS)),
- 2 naravna rezervati (Reserva Paisajísticas (RP)),
- 6 gozdnih rezervatov (Bosques de Protección (BP)),
- 8 Občinski zaščitenih območij domorodnih ljudstev (Refugio Comunales (RC)),
- 2 lovišči (Coto de Caza (CC)) in
- 13 drugih zavarovanih območij (Zonas Reservadas (ZR)).

Eden od najbolj pomembnih zaščitenih območij je biosfera Manu Reserve, je na Unescovem seznamu svetovne dediščine in vključuje tropski nižinski gozd in gorski habitat v Andih.

### Unescova dediščina
- Cuzco
- Machu Picchu
- Ruševine kraja Chavin
- Narodni park Huascarán
- Ruševine mesta Chan Chan
- Narodni park Manú
- Staro mestno jedro Lime
- Narodni park Río Abiseo
- Skalne risbe v Nazci in Jumanskih pampah
- Staro mestno jedro Arequipe
- Sveto mesto Caral-Supe